# اختبار التمسخ بالقلوي
اختبار التمسخ بالقلوي (بالإنجليزية: alkali denaturation test)‏ والمعروف أيضا باسم اختبار أبت-دوني (بالإنجليزية: Apt–Downey test)‏ أو اختبار أبت (بالإنجليزية: Apt test)‏ هو اختبار طبي يستخدم لتمييز الدم الذي قد يوجد في براز أو قيء المولود، ولعرفة مصدره ما إذا كان دم من المولود (أو الجين) أم دم الأم.

## التاريخ
هذا الاختبار تم تطويرة من أخصائي البصريات وطب الأطفال Leonard Apt. الاختبار كان يستخدم في الأصل تحديد مصدر الدم في برازالمولود الجديد، هل هو دم الأم أم طم الطفل. ثم تم استخدامه للتفريق بين دم الأم ودم الجنين من جميع المصادر، البراز وغيره.

## الطريقة
يتم خلط الدم المراد معرفة مصدره بكمية صغيرة من الماء المعقم بغرض التسبب في تحلل كرات الدم الحمراء، مما يؤدي إلى تحرير الهيموغلوبين. ثم يتم طرد العينة طردا مركزيا لعدة دقائق. ثم يتم خلط الجزء الطافي ذو اللون الوردي (والذي يحتوي على الهيموغلوبين) بكمية 1 مل من هيدروكسيد الصوديوم 1٪ لكل 5 مل من الجزء الطاف. ويتم تقييم لون السائل بعد 2 دقيقة. وتكون النتيجة إما ببقاء الهيموغلوبين وردي إذا كان مصدره من الجنين أو يتحول الهيموجلوبين إلى اللون الأصفر-البني إذا كان مصدره من الأم.

## الاستخدام
يُستخدم هذا الاختبار بشكل أكثر شيوعا في حالات النزيف المهبلي في وقت متأخر من الحمل لتحديد ما إذا كان النزيف من الأم أم الجنين.